# Kanun

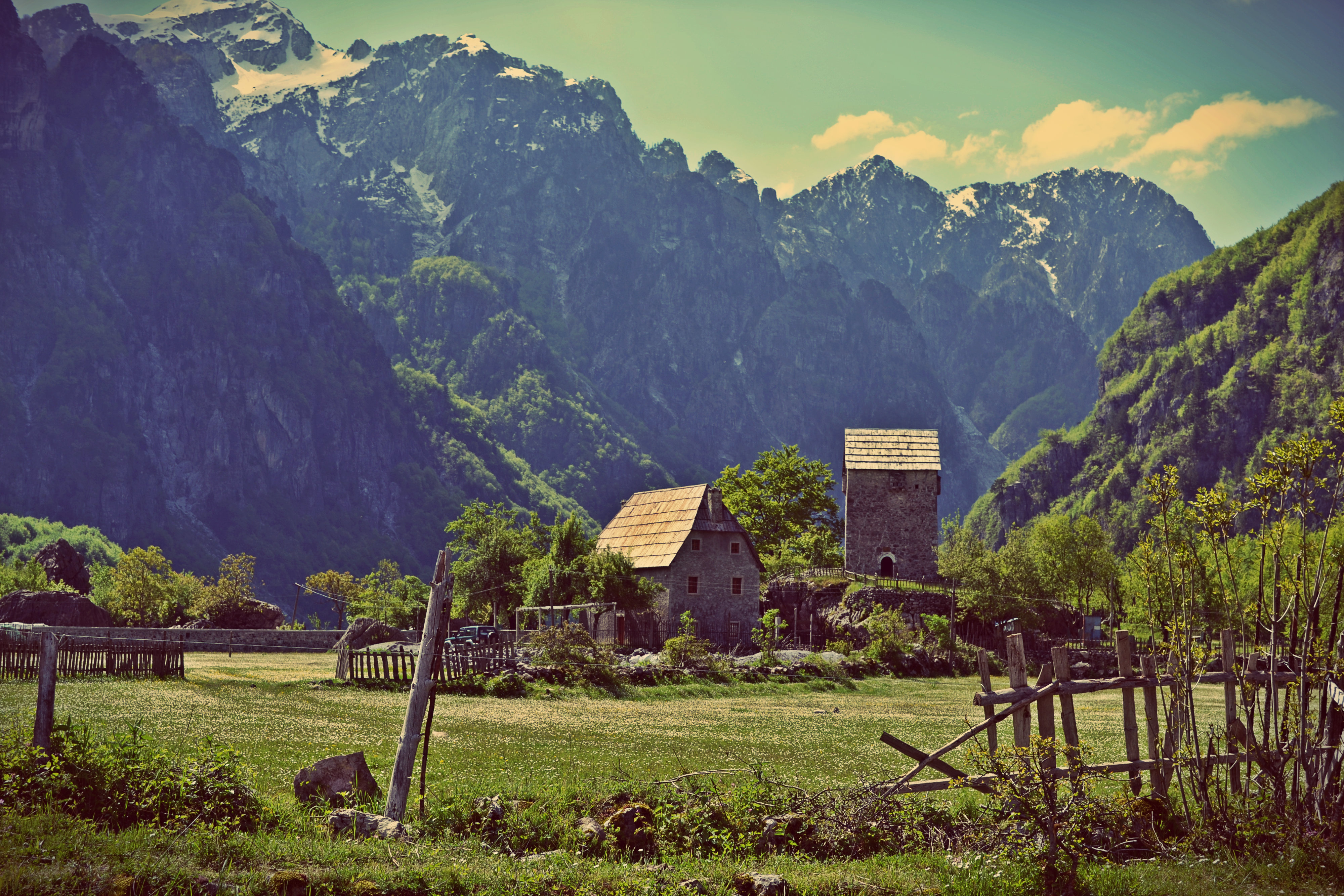
Tzv. Kulla e Ngujimit', do které se zavíraly rodiny a schovávali muži, ohrožení krevní mstou v severoalbánské vesnici Theth

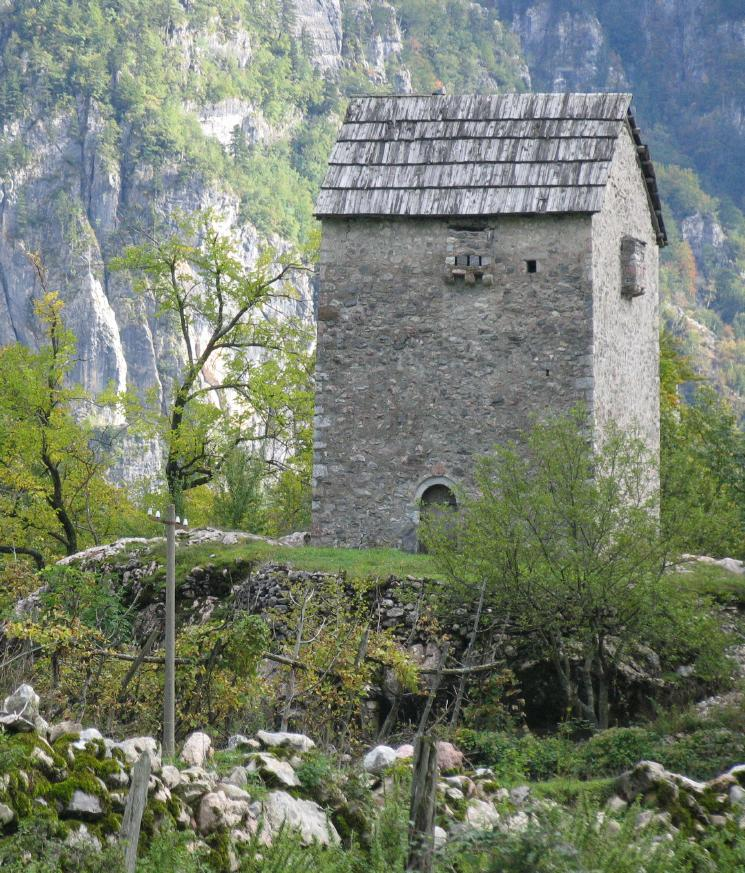
Kulla zblízka (Theth)

Kanun je obecné označení tradičních albánských zákoníků, souborů dříve nepsaných právních norem, archaického zvykového práva. V minulosti nad dodržováním těchto pravidel bděly vesnické spolky. Kanuny, zejména Leka Dukagjina, jsou důležité pro albánskou identitu. Byly totiž jedním z posledních přežívajících zdrojů a důkazů svébytnosti v době osmanské  vlády. 

## Popis
Slovo kanun je odvozeno z řeckého kánon (zákon), ovšem může souviset i s albánským slovem kanunname, které se užívalo pro nařízení, jež vydával sultán v období osmanské vlády v Albánii. Nejznámějším a nejrozšířenějším kanunem je Kanun Leka Dukagjina (albánsky Kanuni i Lekë Dukagjinit). V Albánii existují i jiné kanuny, např. Kanuni i Mirëditës nebo Kanuni i Skanderbeut, z nichž každý byl spjat s jiným územím. Ovšem mluví-li se dnes o kanunu, myslí se povětšinou Kanun Leka Dukagjina, neboť tento zákoník byl jako první koncem 19. století sepsán a roku 1933 vydán tiskem. Pochází ze severní Albánie. Její hornatý terén bránil pronikání cizích vlivů, a proto se zde nejvíce udržely staré tradice. Pravidla obsažená v kanunech se v některých oblastech dodržují dodnes (je s nimi spjat i mediálně diskutovaný zákon krevní msty) a existují vedle státního práva. 

## Kanun Leka Dukagjina
Kanun Leka Dukagjina je pojmenován nejspíše po panovníkovi Lekovi III. Dukagjinovi (vládl v letech 1459-1479). Ovšem jiná verze praví, že je název odvozen od místa vzniku, (Leka = hornatá oblast nad Skadarem, Dukagjini = severní Albánie). Současná podoba Kanunu Leka Dukagjina byla sesbírána a vydána albánským knězem a folkloristou Shtjefënem Gjeçovem, a to v populárně-naučném katolickém časopisu Hyulli i dritës (Jitřenka). Než stačil kanun vydat knižně, byl Gjeçov zavražděn a část jím sebraných materiálů se ztratila. Knižně byl kanun poprvé vydán katolickým literárním kroužkem ze Skadaru, který vedl folklorista Gjergje Fishty.
Nejstarší část zákoníku je nejspíše dědictvím po Ilyrech, starověkých obyvatelích Albánie. Systém práv a povinností vykazuje podobnost s prvky zvykového práva severokavkazských národů a se zvykovým právem starých zemědělských společností vůbec.

### Obsah
Kanun Leka Dukagjina tvoří 12 knih:
1. Kisha (Církev) – upravuje roli kněží, např. jejich smírčí funkci při krevní mstě.
2. Familja (Rodina) – pravidla rodinného života, velmi patriarchální, žena se má většinou bez výhrad podřídit muži. Definují se dvě rodové linie – mužská lisi (strom krve) a ženská gjakut (strom mléka). Mužská je důležitější.
3. Martesa (Sňatek) – ekonomická pravidla sňatku, sňatek byl jednoznačně ekonomickým institutem, dohodou mezi dvěma rodinami, city manželů nehrály žádnou roli.
4. Shpi, gjâ e prone (Dům, hospodářství, majetek) – pravidla správy majetku, dědictví a hranic pozemků.
5. Puna (Práce) – pravidla společného užívání vody, právo na lov, rybolov, obchod.
6. Të dhânunat (Půjčka a dluh) – zakazuje úrok.
7. Fjala e gojës (Dané slovo) – definuje sliby trojího druhu - „na kámen“, „na kříž“ a „na hlavy synů“. Každý má jiná pravidla vymáhání.
8. Ndera (Čest) – pravidla ochrany cti, za uraženou čest je třeba zaplatit krví. Také jsou zde upraveny povinnosti hostitelské, jež vedly k albánské pohostinnosti vůči cizincům a příchozím.
9. Dâmet (Odškodnění) – pokuty za zločiny.
10. Kanuni kundra mbrapshtivet (Způsoby odškodnění) – část, která podrobně popisuje správný průběh krevní msty.
11. Kanuni i Pleqnis (Zákony stařešinů) – správní pravidla, klanová shromáždění, stařešinské zákony, možnosti vetovat rozhodnutí rady stařešinů, volba starostů, výborů (v nichž byl zastoupen jeden muž z každého domu ve vesnici).
12. Shlirime e perjashtime (Výjimky) – vyčleňuje některé jedince z různých povinností, zejména kněze.[1]